# Serviola

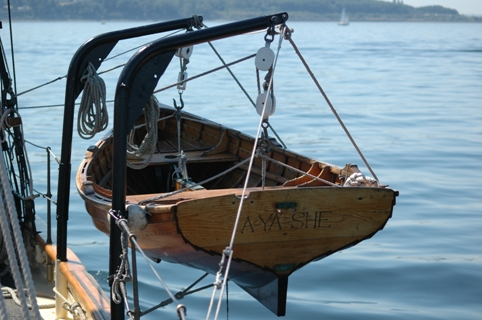
Serviola com um barco

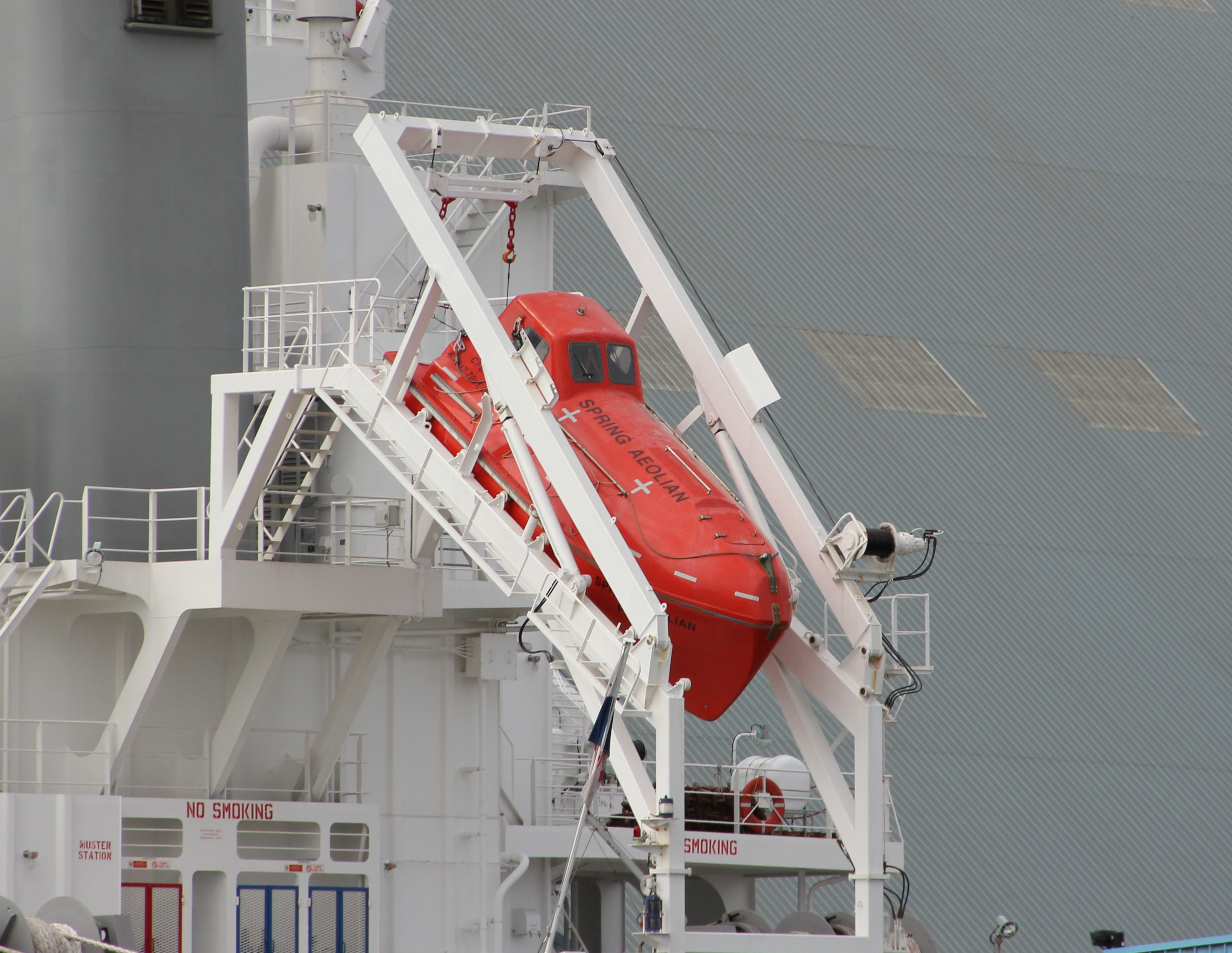
Um bote numa serviola moderna.

Serviola (ou turco) é em náutica um braço de ferro articulado que sai para os lados de uma embarcação e serve para afastar  do costado e içar a âncora, uma embarcação salva-vidas, etc.